# Mangora ixtapan
Mangora ixtapan là một loài nhện trong họ Araneidae.
Loài này thuộc chi Mangora. Mangora ixtapan được Herbert Walter Levi miêu tả năm 2005.